# Herb Białaczowa
Herb Białaczowa – jeden z symboli miasta i gminy Białaczów, autorstwa Jerzego Michty, ustanowiony 30 października 2013.

## Historia
Motyw herbowy wystąpił na pieczęci miejskiej z 1789/91 roku. Prace nad obecną postacią herbu rozpoczęły się w 2012 i zlecono je heraldykowi Jerzemu Michcie. Początkowe projekty zakładały, że monogram będzie wpisany w godło chusty nałęcza, czyli herbu rodziny Małachowskich. Komisja Heraldyczna zaleciła jednak powrót do historycznego herbu miasta Białaczowa bez żadnych dodatków.

## Wygląd i symbolika
Herb przedstawia na tarczy  w polu błękitnym złoty monogram złożony ze splecionych ze sobą liter S M. Należy on do Stanisława Małachowskiego, założyciela miasta Białaczów.